# Dário Chongai
Dário Chongai (Gondola, 20 de enero de 1996) es un futbolista mozambiqueño que juega en la demarcación de centrocampista para el Ferroviário da Beira del Campeonato mozambiqueño de fútbol.

## Selección nacional
Hizo su debut con la selección de fútbol de Mozambique el 13 de julio de 2022 en un encuentro de la Copa COSAFA 2022 contra Sudáfrica que finalizó con un resultado de empate a cero que se resolvió desde la tanda de penaltis por 4-5 a favor de Mozambique.

## Clubes
| Club                        | País       | Año       | Partidos | Goles |
| --------------------------- | ---------- | --------- | -------- | ----- |
| Clube Ferroviário de Maputo | Mozambique | 2015      |          |       |
| Têxtil de Punguè            | Mozambique | 2015      |          |       |
| GDR Textáfrica              | Mozambique | 2016-2019 | 40       | 9     |
| UD Songo                    | Mozambique | 2019-2025 | 59       | 9     |
| Ferroviário da Beira        | Mozambique | 2025-     |          |       |